# Powiat Szarvas
Powiat Szarvas (węg. Szarvasi járás) – jeden z ośmiu powiatów komitatu Békés na Węgrzech. Siedzibą władz jest miasto Szarvas.

## Miejscowości powiatu Szarvas
- Békésszentandrás
- Csabacsűd
- Kardos
- Kondoros
- Örménykút
- Szarvas